# 红茄
红茄（学名：Solanum integrifolium），別名：觀賞茄、南瓜茄、非洲紅茄、冬海紅、扁茄、金茄、車輪苦瓜（花蓮），为茄科茄属下的一个种。

## 人類利用
未熟果實可以作為野菜食用，在台灣是阿美族的重要食材之一。

## 扩展阅读
- 維基物種上的相關：红茄